# أليكسي أولينيك
أليكسي أولينيك (مواليد 25 يونيو 1977)  هو لاعب روسي أوكراني المولد فنون قتال مختلطة وسامبو يلعب حالياً في بطولة القتال النهائي في الوزن الثقيل.